# Viber
Viber (укр. Вайбер) — VoIP-застосунок для дзвінків і обміну повідомленнями. Застосунок підв'язується до номера мобільного телефону, але не використовує мобільну мережу. Для здійснення дзвінків і обміну повідомленнями програма потребує інтернет-з'єднання. У месенджері можна створювати чат-боти, канали, спільноти та здійснювати платежі. Початкова розробка Viber базувалась на Кіпрі та Білорусі. У 2024 році офіси Viber розташовані в Тель-Авіві, Москві, Києві, Софії, Лондоні, Люксембурзі, Манілі, Мінську та Тбілісі. 
Месенджер працює на гаджетах з операційними системами iOS та Android. Застосунок також доступний для ПК на базі macOS, Windows та Linux дистрибутивах.
2018 року компанія перетнула відмітку у 1 млрд користувачів. Станом на 2024, застосунок був встановлений у 98 % власників смартфонів в Україні. З 2014 року Viber належить японській компанії Rakuten, Inc. зі штаб-квартирою в Токіо. Генеральний директор Viber — Офір Еял.

## Історія
Viber Media була заснована у 2010 році в Тель-Авіві Тальмоном Марко та Ігорем Магазинніком, які є друзями з Армії оборони Ізраїлю, де вони були головними офіцерами з інформації. Тальмон Марко хотів створити зручний спосіб для спілкування зі своєю дівчиною. Тальмон жив у Нью-Йорку, а його наречена — у Гонконзі, спілкуватися телефоном коштувало дорого. Разом з Марко над застосунком працював ізраїльський розробник російського походження Ігор Магазиннік з Нижнього Новгорода. Невдовзі до компанії також приєдналися Сані Маролі та Офер Смоха.
У грудні 2010 року Viber випустили для широкого загалу. На той момент застосунок був доступний лише для користувачів iOS. Через пів року вийшла лімітована версія програми для Android. Встановити її могли тільки 50 тис. користувачів цієї операційної системи. У 2012 році Viber запрацював для усіх гаджетів на базі BlackBerry, Bada і Windows Phone. Через рік програму адаптували для ПК. У той самий час з'явилася платна функція Viber Out. Вона створена для дзвінків на мобільні, до яких не під'єднаний застосунок Viber та стаціонарні номери.
Розробка ядра додатку ведеться з офісів в Ізраїлі. Офіс технічної розробки програми і підтримки користувачів розташовувався в Мінську та Бересті. Компанія була резидентом Білоруського парку високих технологій.
У 2014 році японська компанія Rakuten, Inc. викупила права на Viber. Сума угоди склала 900 млн дол.
У 2015 році застосунок став доступним для розумних годинників iOS та Android.
У 2018 році аудиторія застосунку перевищила 1 млрд користувачів у 190 країнах світу. Як свідчить статистика, абоненти застосунку за 1 хвилину надсилали близько 3 млн повідомлень і 300 тис. стікерів, завантажували 1,5 млн зображень і здійснювали 140 тис. дзвінків.
У 2019 році Rakuten Viber відкрив офіційне представництво в Україні. Його першим співробітником став Євген Боднар — менеджер із розвитку бізнесу та створення партнерської екосистеми. У 2024 році компанія відкрила офіс у Києві та стала резидентом Дія.City.

## Загальна інформація
Viber доступний 28 мовами: англійською, арабською, в'єтнамською, грецькою, данською, івритом, індонезійською, іспанською, каталонською, традиційною і спрощеною китайською, корейською, малайською, нідерландською, німецькою, норвезькою, польською, португальською, російською, тагальською, тайською, турецькою, угорською, українською, фінською, французькою, гінді, чеською, шведською, японською.
Власник месенджера Viber — компанія Viber Media з головним офісом у Люксембурзі. До покупки месенджера пункти розробки містились в Білорусі (в Мінську і Бресті) та Ізраїлі. Де знаходиться розробка після зміни власника у 2014 році, невідомо. Компанію заснували ізраїльтяни Тальмон Марко та Ігор Магазіннік. До лютого 2014 найбільшими акціонерами Viber Media були ізраїльські сім'ї Шабтай (55,2 % акцій) і Марко (11,4 %), а також американська компанія IRS West (12,5 %). З лютого 2014 року 100 % акцій компанії належить компанії Rakuten японського мільярдера Хіроші Мікітані.
На початок серпня 2013 року сервіс мав 200 млн користувачів у 193 країнах світу, в тому числі 300 тис. в Лівані і кілька мільйонів в Єгипті. У лютому 2014 року новими власниками було оголошено, що в застосунках Viber на мобільних телефонах, планшетах і комп'ютерах зареєстровано 280 млн користувачів, з яких 100 млн спілкуються за допомогою месенджера хоча б раз на місяць.
Уряди Єгипту та Лівану вважають, що через «ізраїльське коріння» програми, нею користуються для підтримки «сіоністських шпигунів». Єгипетські військові задля безпеки заборонили будь-яке використання програми військовослужбовцями та їх сім'ями, а основний провайдер 3G в Лівані заблокував viber-трафік у своїй мережі. Тим часом, численні арабські сайти пропонують користувачам поради, як обійти ці перепони.
Пізніше, на початку 2016 року, марокканські оператори також блокували Viber разом із WhatsApp та Skype. Згодом вони відкрили доступ до даних сервісів.
Один з допоміжних сервісів Viber Support був зламаний в липні 2013 групою, яка назвалася Syrian Electronic Army. Дані користувачів не постраждали.
У 2022 році Viber приєднався до Кодексу ЄС з протидії мови ворожнечі, щоб запобігати та протидіяти поширенню дискримінації та незаконного контенту. Viber відстежує та видаляє вміст у публічних каналах, коли користувачі публікують коментарі з елементами мови ворожнечі.

## Особливості та інструменти
Розробники час від часу випускали оновлення програми, але питання рекламних розсилок до початку 2016 року стояло дуже гостро. Описувались безліч методів захисту від розсилок, але остаточно питання так і не могло бути вирішено. Так, навіть заблокований абонент міг додати користувача до групи і надсилати до неї повідомлення, які він побачить. Якщо абонент виходив з групи, його можна було додавати до неї повторно.
Приблизно з початку 2016 року Viber допрацював захист від розсилок: відтепер повідомлення від анонімного користувача (тобто такого, чий номер не записано в телефонній книзі) доставляється отримувачу, але перед відображенням він побачить запитання з підтвердженням, чи показувати це повідомлення, чи заблокувати користувача. Проблему зі спамом в групах на квітень 2016-го досі не було вирішено.
В кінці липня 2023 року, розробники Viber додали до застосунку віртуального персонажа на базі штучного інтелекту на ім'я Kuki. Бот допоможе провести спілкування, скрасити самотність і скоротити час, коли нема чим зайнятися.
На початку серпня 2023 року у месенджері Viber з'явилися дві нові функції для преміум-користувачів, але поки що тільки для власників iPhone. Це «Невидимий режим» і «Читання голосових повідомлень». «Невидимий режим» дає змогу користувачам читати повідомлення та переглядати платформу в режимі конфіденційності. Користувачі зможуть бачити, хто в Мережі, тоді як їхній власний статус відображатиметься як офлайн. Завдяки цьому режиму, можна відкривати повідомлення, не показуючи, що вони були прочитані. Функція «Читання голосових повідомлень» перетворює аудіоповідомлення на текст. Для отримання цих функцій користувачі повинні підписатися на Viber Plus. Крім нових можливостей, передплатники також не бачитимуть рекламу. Проте нововведення доступне лише мешканцям США, Чехії, Чорногорії, Швейцарії, Кувейту, Австралії, Тувалу, Ізраїлю, Швеції, Австрії, Індії та Італії.

## Безпека та конфіденційність
За замовчуванням Viber використовує технологію end-to-end наскрізного (кінцевого) шифрування.
Однак Viber майже не має захисту від спаму. Завдяки популярності, таке поєднання привертало велику увагу спамерів і створювало проблеми для спілкування. Для того, щоб додати людину до спам-розсилок, досить було знати її номер телефону, тому в мережі щодня розсилалися мільйони рекламних повідомлень.
У квітні 2021 року Viber запустив функцію «Блокування невідомих абонентів», після активації якої користувач не буде отримувати повідомлення про дзвінки від невідомих контактів. Нова функція з'явилася в останній версії платформи для всіх користувачів з українськими номерами мобільних телефонів. Інформація про такі дзвінки відображається тільки в списку чатів як «Пропущений дзвінок», а також в розділі «Виклики». Захист від небажаних дзвінків працює як на Android і iOS пристроях, так і на комп'ютерній версії програми.
1 серпня 2024 року, станом на 15:30, стало відомо, що Viber виявив підозрілу активність і заблокував спроби зламу акаунтів користувачів, надсилаючи їм фейкові сповіщення, у яких йшлося про заблоковану спробу входу в їхній акаунт з пристрою Android. Користувачі, у яких була налаштована двофакторна автентифікація та вказана пошта для відновлення, отримали сповіщення на електронну адресу, інші ж отримали його в застосунку Viber. Активність зловмисників була спрямована на створення додаткового навантаження на інфраструктуру VoIP-застосунку.
У 2024 році Rakuten Viber отримала сертифікат SOC про відповідність міжнародним стандартам захисту даних. Аудит проводила компанія Ernst & Young.

## Блокування
Блокування застосунку Viber розподіляють на зовнішні та власні (внутрішні). До зовнішнього блокування відносяться спроби блокування застосунку, наприклад, владою конкретної країни. До внутрішнього блокування відносяться блокування застосунку та блокування облікових записів (акаунтів), що може здійснюватися безпосередньо засновниками Viber та/або його теперішніми власниками.

### Зовнішні блокування

#### Блокування в Росії
13 грудня 2024 року, за повідомленням The Moscow Times з посиланням на російський державний наглядовий орган «Роскомнадзор», на території Російської Федерації обмежено доступ до месенджера Viber через “недотримання вимог російського законодавства” щодо розміщення “забороненої інформації”.  

## Viber в Україні
Станом на 2024 рік Viber є одним з найпопулярніших мобільних застосунків і месенджером № 1 в Україні. 98 % українських власників смартфонів завантажили Viber на свої пристрої. Охоплення аудиторії у віковому сегменті 25—34 роки складає 99 %.
Згідно з опитуванням Офісу освітнього омбудсмена в Україні, у період пандемії 2020 року Viber став найкращим інструментом для дистанційного навчання. Як показало дослідження, 50 % викладачів та освітніх закладів використовували месенджери для проведення дистанційного навчання. 94 % з них надали перевагу Viber. У травні 2020 року цей показник зріс на 28 % у порівнянні з січнем того ж року.
15 січня 2024 року компанія заявила про відкриття офісу в Києві.